# Памятная медаль в честь вступления в действие императорской конституции
Памятная медаль в честь вступления в действие императорской конституции — медаль Японской империи, учреждённая императорским эдиктом №103 от 3 августа 1889. Первая не военная медаль Японской империи. Медалью из золота награждались только принцы, из серебра — все остальные, указанные в эдикте. По эдикту медаль должна была иметь диаметр 27 мм, а по факту имела 30 мм.

## Эдикт c описанием медали
«Первое. Памятные медали в честь вступления в действие императорской конституции Великой японской империи изготавливаются из золота и серебра.
Второе. Медалью награждаются императорские принцы и другие персоны более низких рангов, за исключением лиц, имеющих ранг «ханнин»(государственный чиновник низкого класса), и ниже его. Медали вручаются тем, кто имел отношение к указанному событию.
Третье. Медаль имеет круглую форму, её диаметр 9 бу (27 мм).  Изготовлена из золота или серебра. На аверсе изображены герб хризантемы, императорский трон и высший Орден Хризантемы с цепью. На обороте - надпись «Памятная медаль в честь вступления в действие императорской конституции Великой японский империи, 11-й день. 2-й месяц 22-го года Мэйдзи (11 февраля 1889)», кольцо, соединяющее ленту с медальоном, сделано из серебра или золота соответственно. Ширина ленты — 1 сун и 2 бу (36 мм) Цвет — такой же, как у ленты ордена Восходящего солнца с цветами павловнии.
Четвёртое. Медаль предназначается для того, кто ею награждён, носится им в течение всей его жизни. Может быть сохранена у его потомков, как это обозначено в эдикте №63 от 1881 г., медаль носится на ленте, на левой стороне груди, левее орденов четвёртой и ниже степеней и правее медалей за военные кампании и заслуги.».
Лента медали из красного муарового шёлка, с двух сторон — две белые полоски по 5 мм каждая, отступающие на 1 мм от краёв.
Футляр медали покрыт чёрным лаком, изготавливался из японской магнолии хоноки. На крышке футляра нарисована золотая рамка, а в ней золотой шестнадцатилистный цветок хризантемы.

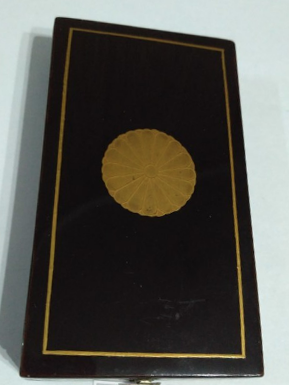
Футляр медали
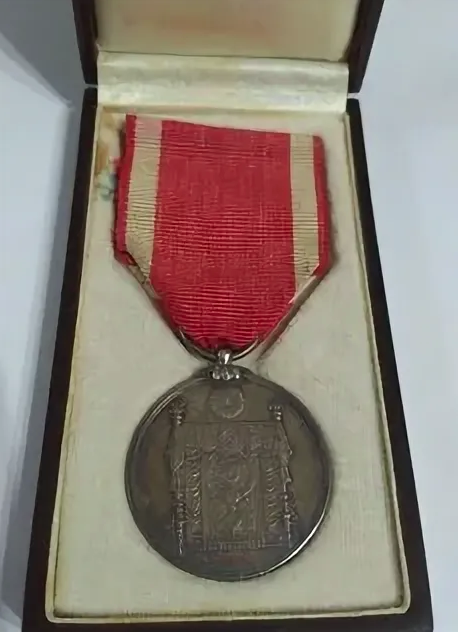
Медаль 2-го класса в футляре
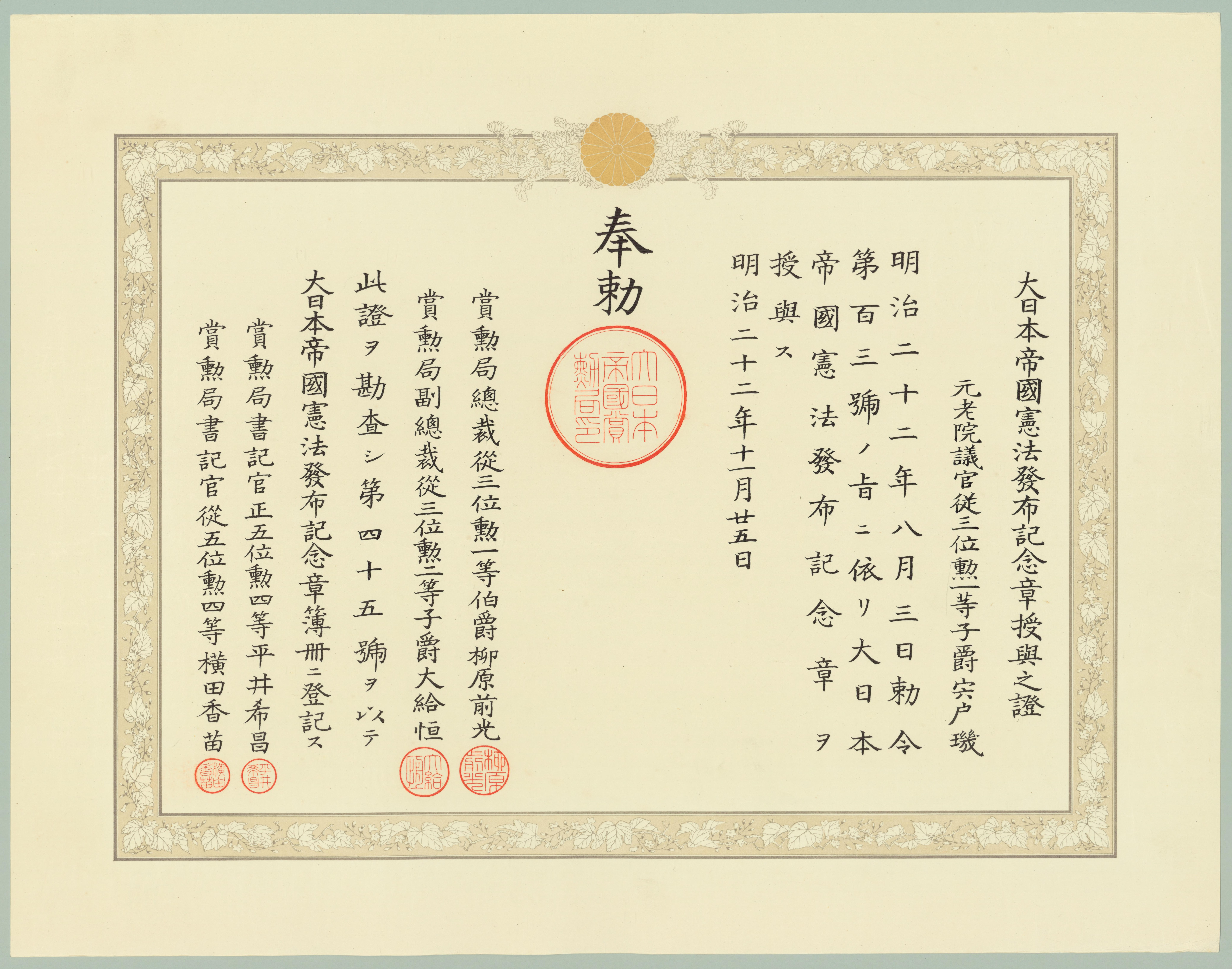
Наградной лист медали